# 天皇の誕生 映画的「古事記」
『天皇の誕生 映画的「古事記」』（てんのうのたんじょう えいがてき「こじき」）は、。直木賞受賞作家で紫綬褒章を受章した長部日出雄によるシナリオ形式の「古事記」現代語訳。レーゼシナリオ。集英社より、2007年に初版刊行された。

## 内容
「大八島国と神神の生成」「出雲の神の遍歴譚」「天孫の降臨と婚姻」「高千穂より大和へ」の4つの章より構成される。単なる現代語訳ではなく、人物表やト書きやインターミッションなどで作者の見解が自由に語られるのが特色といえよう。後記に、太安万侶編者説への異論が展開されている。

### 第一章 大八島国と神神の生成
イザナギとイザナミの国産みからアマテラスの岩戸隠れ伝説、スサノオ追放までが語られる。シナリオ形式ならではの映画的効果としては、スサノオの部下たちの顔からのズームアウトによって、彼らが刺青を入れた荒くれ者であるということを表現している箇所などが挙げられる。

### 第二章 出雲の神の遍歴譚
スサノオのヤマタノオロチ退治、大国主神の後継、高天原による葦原中国平定。映画的効果としては、高木神の俯瞰ロングショットから仰角バストアップへの切り替えなど。

### 第三章 天孫の降臨と婚姻
冒頭から、地上から猛スピードで上昇して雲を突き抜ける視点という、きわめて映画的な効果がト書きに指示されている。ニニギの降臨と結婚、海幸彦・山幸彦のエピソードなどが語られる。章末に、神武天皇の誕生が仄めかされる。

### 第四章 高千穂より大和へ
皇尊・五瀬命と弟の磐余彦命が高千穂から、東征する。大和を拠点としての最良の地と判断するが、そこでの戦で五瀬命は命を落とす。磐余彦命が皇尊を後継し、土豪の兄弟との駆け引きを経て、居を構えるに至る。そして結婚。磐余彦命は初代天皇（神武天皇）となり、子も生まれる。
航空撮影の指示がト書きにある。